# Leet speak

Wikipedia leet

Leet speak /ˈli:t spi:k/ (1337 5p34K) od ang. elite speak, hack-mowa – oparty na języku angielskim slang, rozpowszechniony na różnego rodzaju czatach sieciowych, IRC, forach, popularny także wśród nastoletnich włamywaczy komputerowych, script kiddies, crackerów oprogramowania, piratów oprogramowania i fanów sieciowych gier wieloosobowych. Polska nazwa tego slangu, używana zamiennie z oryginałem angielskim, wynika z odczuwanej negatywnej konotacji określenia „haker” oraz subkultury hakerskiej.
Żargon ten charakteryzuje częsta transliteracja słów z wykorzystaniem cyfr i innych znaków ASCII spoza alfabetu łacińskiego (np. 1337 zamiast leet wymawiane jak el eat, to znaczy elite; pierwotnie miało formę 31337 – czyli po prostu elit), fonetyczny lub zbliżony zapis/odczyt liter i angielskich słów (np. „b” czytane jak nazwa litery zamiast czasownika be, „r” zamiast are), opuszczanie niewymawianych liter, umyślne odstępstwa typograficzne (np. pr0n zamiast porn), nadużywanie „z” w miejsce „s” jako końcówki liczby mnogiej itp.
Powstawanie takich zniekształceń ma swoją przyczynę w próbach uniknięcia cenzury nakładanej przez niektórych usługodawców sieciowych na treści stron kolidujące z obowiązującym prawem, na przykład nielegalne oprogramowanie, pornografię, włamania komputerowe. Leet speak, jak większość żargonów, stale i dość szybko ewoluuje, dostosowując się do filtrów cenzorskich.
Zjawisko to jest szczególne widoczne w przypadku języka angielskiego. Rozpowszechnieniu leet speak sprzyja także ograniczenie długości wiadomości SMS w telefonii komórkowej i dlatego tutaj niektóre wyrażenia przyjęły się w charakterze skrótowców.

## Przykłady dla języka angielskiego
- CU l8r – see you later
- I<3U – I love you
- 3y3, EyE (z ang. I) – ja
- box, b0x (z ang. box) – pudło, skrzynka – metafora komputera
- d00d (z ang. dude) – koleś
- 1337, l33t (z ang. elite) – elita
- meh – odpowiednik polskiego lekceważącego „pff”; kilka znaczeń, m.in. może, cokolwiek, nie obchodzi mnie to, lub, może służyć jako „ja” pochodnego od „me”
- noob, n00b – osoba niedoświadczona, irytująca, która przeszkadza innym (nie mylić z newbie)
- newbie – osoba początkująca (nie mylić z noob)
- joo, j00, u (z ang. you) – ty
- w@r3z (z ang. wares, slangowe warez) – określenie pirackiego oprogramowania
- h4x (z ang. hack) – oprogramowanie służące do osiągania korzyści poprzez łamanie zabezpieczeń, zasad
- pr0n (z ang. porn – literówka celowa) – pornografia
- pwn (z ang. own), forma przeszła pwned, pwn3d, pwnd, pwnt – zawładnąć, przejąć (tutaj – zdominować, pokonać innych graczy)
- suckage, suckz (z ang suck) – ktoś lub coś beznadziejnego, totalna klapa
- teh (z ang. the) – rodzajnik określony
- pwnage – rzeczownik od pwn – dominacja, rozwałka
- ph34r (z ang. fear) – wymawiająca to osoba chce, abyśmy się czegoś bali, niekoniecznie jego
- w8, w84me (z ang. wait, wait for me) – zaczekaj, zaczekaj na mnie

## Tabela kodowania liter
| A                  | B                                  | C         | D                                      | E                 | F                     | G                                | H                                                    | I                     | J                    | K                | L                      | M                                                                          | N                                         | O            | P                                         | Q                  | R                                           | S              | T                 | U                 | V          | W                                                               | X                      | Y             | Z               |
| ------------------ | ---------------------------------- | --------- | -------------------------------------- | ----------------- | --------------------- | -------------------------------- | ---------------------------------------------------- | --------------------- | -------------------- | ---------------- | ---------------------- | -------------------------------------------------------------------------- | ----------------------------------------- | ------------ | ----------------------------------------- | ------------------ | ------------------------------------------- | -------------- | ----------------- | ----------------- | ---------- | --------------------------------------------------------------- | ---------------------- | ------------- | --------------- |
| 4 /\ @ /-\ ^ aye ∂ | 8 13 \|3 ß P> \|: !3 (3 /3 )3 \|-] | [ ¢ < ( © | ) \|) (\| \|o [) I> \|> ? T) I7 cl dee | 3 & £ € { [- \|=- | \|" \|= ƒ \|# ph /= v | 6 & (_+ 9 C- gee (γ, [, {, <- (. | # /-/ [-] ]-[ )-( (-) :-: \|~\| \|-\| ]~[ }{ 1-1 }-{ | 1 ! ¡ \| eye 3y3 ][ ] | _\| _/ ¿ </ (/ </ _[ | X \|< \|{ ]{ \|X | 1 £ 7 1_ \| \|_ el [_, | \|v\| [V] (Y) {V} em AA \|\/\| /\/\ (u) (V) (\/) /\|\ ^^ /\|/\| //\ \|\\|\ | ^/ \|\\| /\/ [\] <\> {\} []\ // [] /V ₪ ^ | 0 () oh [] p | \|* \|o \|º ? \|^(o) \|> 9 []D \|̊ \|7 \|° | (_,) ()_ 0_ <\| 0, | \|` \|~ \|? /2 \|^ lz \|9 2 ® [z Я .- \|2 ſ | 5 $ z § ehs es | 7 + -\|- 1 '][' † | (_) \|_\| v L\| µ | \/ \|/ \\| | \/\/ vv \N '// \\' \^/ dubya (n) \V/ \X/ \\|/ \_\|_/ \_:_/ Ш uu | >< Ж }{ ecks × χ )( ][ | j `/ Ч 7 \\|/ | 2 7_ -/_ % >_ s |